# 托马斯·梅迪纳

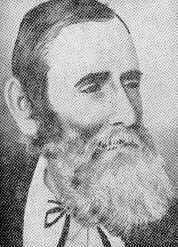
托马斯·梅迪纳

托马斯·梅迪纳（Tomás Medina Menéndez，1803年6月—1884年2月13日）从1848年2月1日至3日任萨尔瓦多代理总统。

## 生平
托马斯·梅迪纳出生于聖安娜，年轻时是一名贸易企业家。他于1831年3月9日结婚。1954年他成为松索纳特省的省长，他当了八个月的省长后辞职。1859年1月他参加圣安娜省的议会选举并当选。从1860年1月到1863年弗朗西斯科·杜埃尼亚斯解散议会为止他任议员。托马斯·梅迪纳积累了大量的财富。1884年2月13日他患咽炎逝世。